# Токк
Токк — в германо-скандинавской мифологии великанша, в которую превратился Локи, чтобы помешать асам вызволить погибшего в результате козней самого Локи Бальдра из царства мёртвых.
Повелительница царства мёртвых — дочь Локи Хель — поставила условие: если Бальдра станут оплакивать все живые существа, она в виде исключения отпустит его в мир живых. Однако Токк, под личиной которой скрывался Локи, отказалась оплакивать Бальдра, и тот остался в Хельхейме. Позднее Локи был жестоко наказан богами, а поступок Токк стал нарицательным символом злобы и эгоизма.